# Templo Rudreshwara
O Templo Rudreshwara, popularmente conhecido como Templo Ramappa, é um templo hindu construído durante a dinastia Kakatiya, no século XIII, em devoção a Lord Shiva (Rudreswara). Ocupa uma área de 5,93 hectares e está localizado no pequeno vilarejo Palampet, no estado de Telanganá, no distrito de Jayashankar Bhupalpally, na Índia. É o único templo Kakatiyas que sobreviveu as invasões muçulmanas. Entrou para a lista de Patrimônio Mundial, tombado pela Organização das Nações Unidas para a Educação, a Ciência e a Cultura (UNESCO), no ano de 2021.

## História
O início da construção se deu em 1213. a mando do general Recharla Rudra, durante o reinado de Kakatiya Ganapati Deva e teve Ramappa como escultor chefe. A obra levou quarenta anos para ser finalizada.
No ano de 1310, com a invasão muçulmana de Malik Kafur, o templo foi danificado. Foi o único templo Kakatiyas que não foi totalmente destruído pelos muçulmanos. Com o passar dos tempos, o templo foi sendo vandalizado por caçadores de tesouros.
No dia 16 de junho de 1819, ocorreu um terremoto de 7.7 de magnitude que abalou o piso do templo, mas os pilares e paredes não sofreram danos por causa da técnica de construção utilizando a caixa de areia na fundação.

## Arquitetura
O complexo do Templo Ramappa possui 90 metros de comprimento no eixo leste-oeste e 86 metros de comprimento no eixo norte-sul e é cercado por um muro composto (prakara). Seguiu a técnica Vastu Shastra, onde todos os componentes estão orientados no eixo leste-oeste, voltados para o sol nascente. Todas as pedras utilizadas na construção do complexo foram extraídas das proximidades. O arquiteto utilizou uma técnica para o edifício não colapsar durante um abalo sísmico, que consistia na fundação, construir um poço que era preenchido com uma mistura de cal de areia, jaggery e karakkaya (fruta myrobalana preta). Utilizou vigas esculpidas em granito e arenito vermelho no corpo do templo, e para a cobertura utilizou tijolos porosos, leves e flutuantes. Esses tijolos eram feitos com uma mistura de argila, madeira de acácia, palha, myrobalan e ushira.

### Templo Rudreshwara
É o templo principal do complexo. É composto por Upapitha, Adhisthana, padavarga, prastara e vimana. Foi construído sobre uma Upapitha em forma de estrela com 1,80 metros de altura. Os pórticos do templo são ladeados por esculturas em tamanho real, de Madanikas (donzelas) em movimentos de dança, esculpidas em pilares. O vimana possui planta quadrada e foi construído em forma piramidal de ordem Vesara, com cinco andares de quatro camadas horizontais e recebeu uma cobertura (Shikara) dravidiana. Na parte interna do templo, o Sabha Mandapa (salão coberto para os devotos) foi construído com dezesseis pilares que sustentam o Navaranga e é constituído por três espaços, Mukha Mandapa, Kakshasana e Natya Mandapa.
O Kakshasana é o local reservado para os devotos sentarem e também serve de suporte para os oito pequenos compartimentos para colocação de imagens. O Kakshasana circunda todo o Sabha Mandapa. Os assentos são feitos em pedra com encosto inclinado. Os pilares (Sthamba) utilizados no Kakshana são do tipo Ardhasthambas e sustentam o teto, a Kapota e esculturas.
O Natya Mandapa é o local reservado para as dançarinas. As vigas, o teto e os pilares retratam histórias mitológicas de Puranas. O palco é levemente elevado e possui formato circular, há quatro pilares esculpidos em doleritos e o espaço para as oferendas, chamado Rangabhoomika.

### Templo Kateshwara
Templo dedicado a Kateshwara. Possui uma Garbhagriha, uma Antarala e um Sabha Mandapa. O templo foi construído sobre uma Upapitha alta e é acessado por um lance de escada, ladeado por esculturas de elefantes esculpidas em pedra. Na parte externa do templo foram esculpidas com esculturas planas. No interior, ao redor do salão, há uma plataforma com oito pequenos compartimentos para colocação de imagens, mas somente dois compartimentos estão intactos, contendo esculturas esculpidas em dolerito, um compartimento com a imagem de Vishnu e no outro compartimento contendo a imagem de Ganapati. A porta do templo é esculpida e os frisos representam Shiva em pose de tandava.

### Templo Kameshwara
Conhecida como Kalyana Mandapa. O templo foi construído sobre uma Upapitha em forma de estrela e é acessado por escadas ladeada por esculturas de elefantes esculpidas em pedra. Possui um Mandapa com quatro pilares, uma área central em formato quadrangular com pequenos compartimentos para imagens no lado leste e oeste. O teto do templo foi decorado com entalhes de flor de lótus.

### Nandi Mandapa
Foi construído para abrigar o Nandi, montaria de Shiva. O Mandapa foi construído sobre uma grande Upapitha. Há instalada no Mandapa, uma escultura do Nandi com nove pés de altura. O Vedi bandha foi decorado com painéis esculpidos com desenhos florais, de elefantes e músicos. Foi construído com quatro pilares e um telhado, que atualmente estão caídos.

### Pakashala
É uma pequena sala, onde era servido a comida aos devotos.

## Turismo
O complexo é aberto ao público todos os dias, das 6ː00 às 18ː00. E atrai peregrinos do Sul da Índia ao longo do ano. O festival Maha Shivaratri, que comemora o aniversário de Lord Shiva, é celebrado neste templo com duração de três dias.

## Galeria de fotos

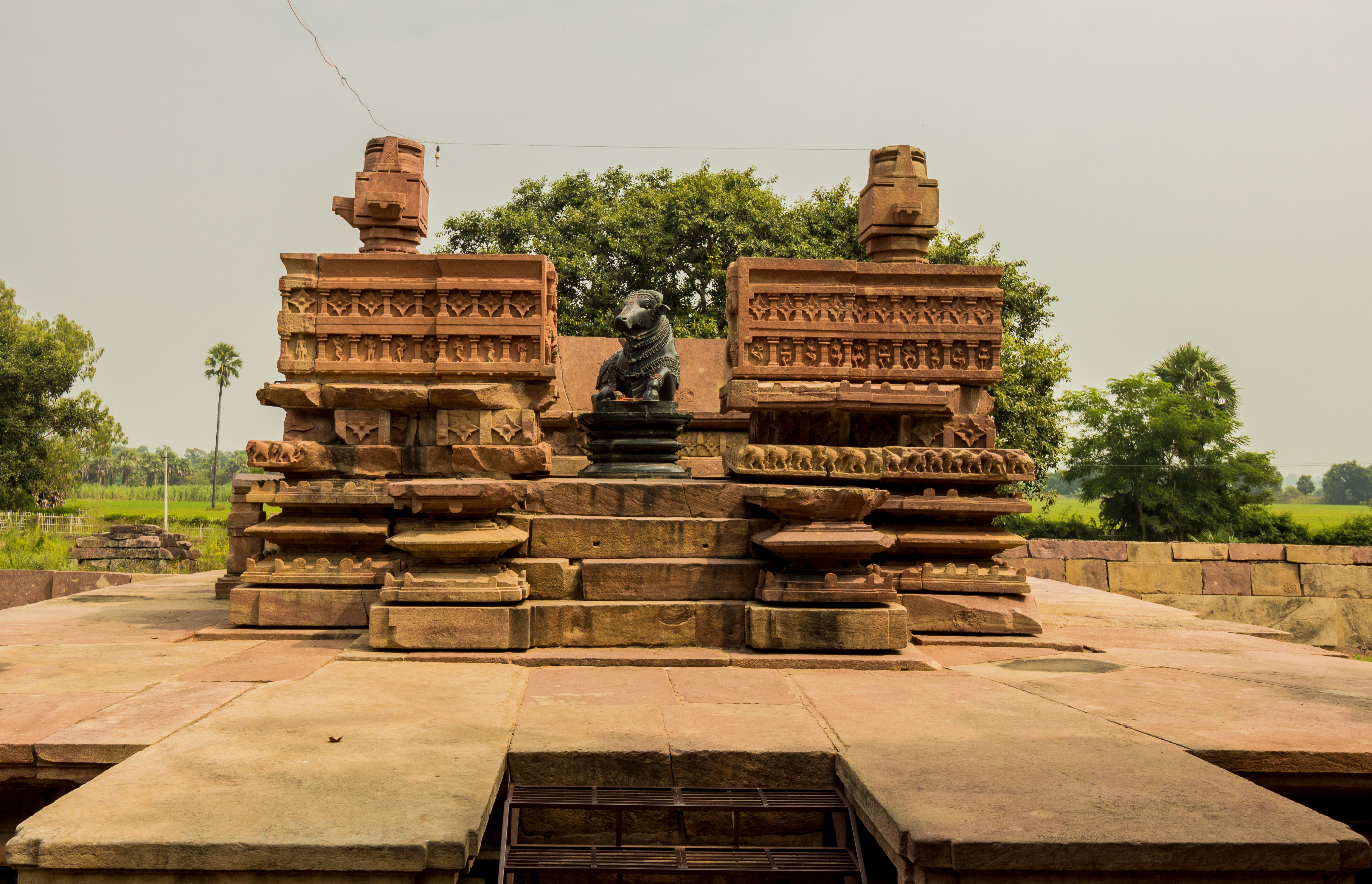
Nandi Mandapa
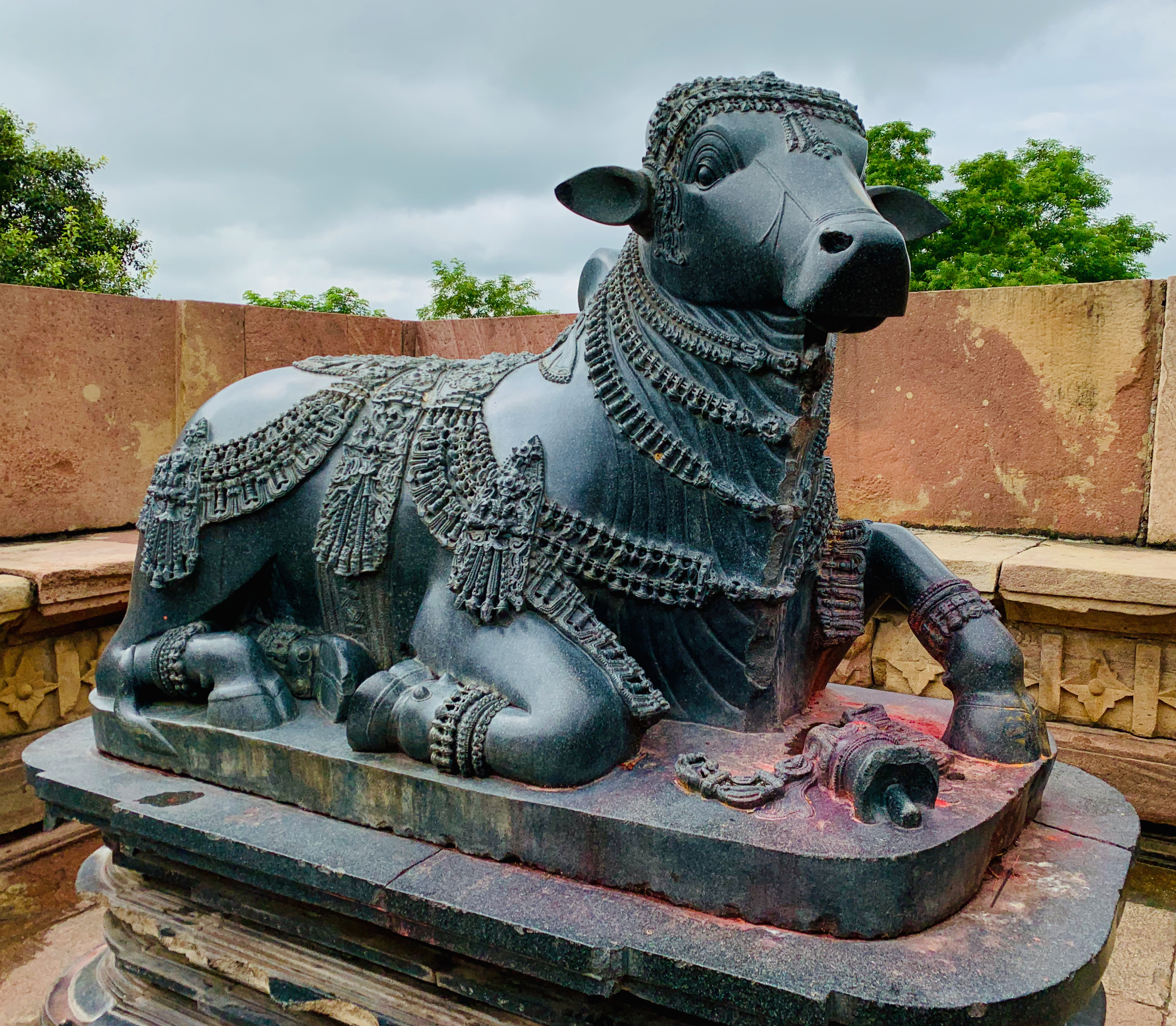
Escultura do Nandi. Montaria de Shiva.
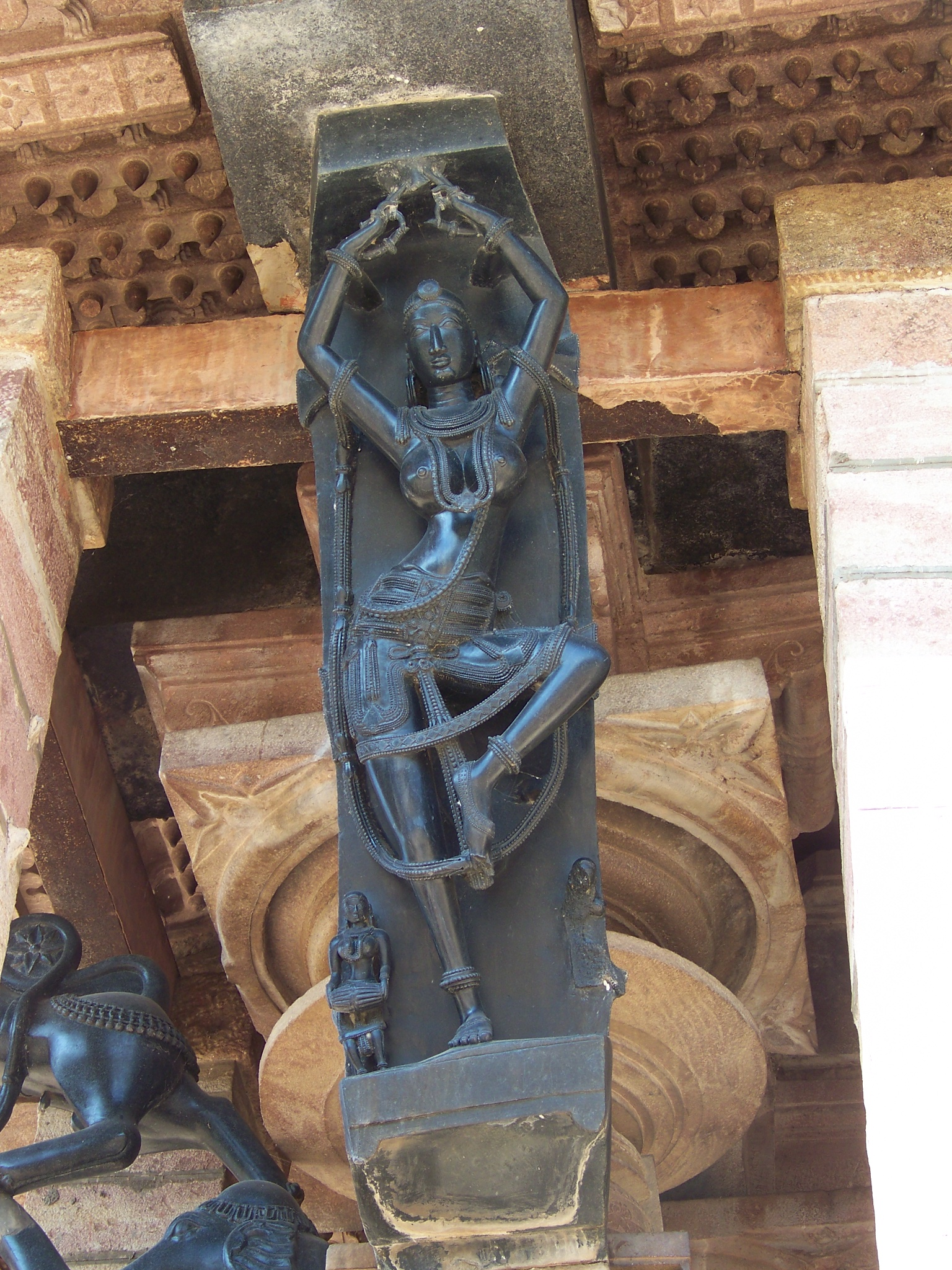
Escultura de uma Madanika
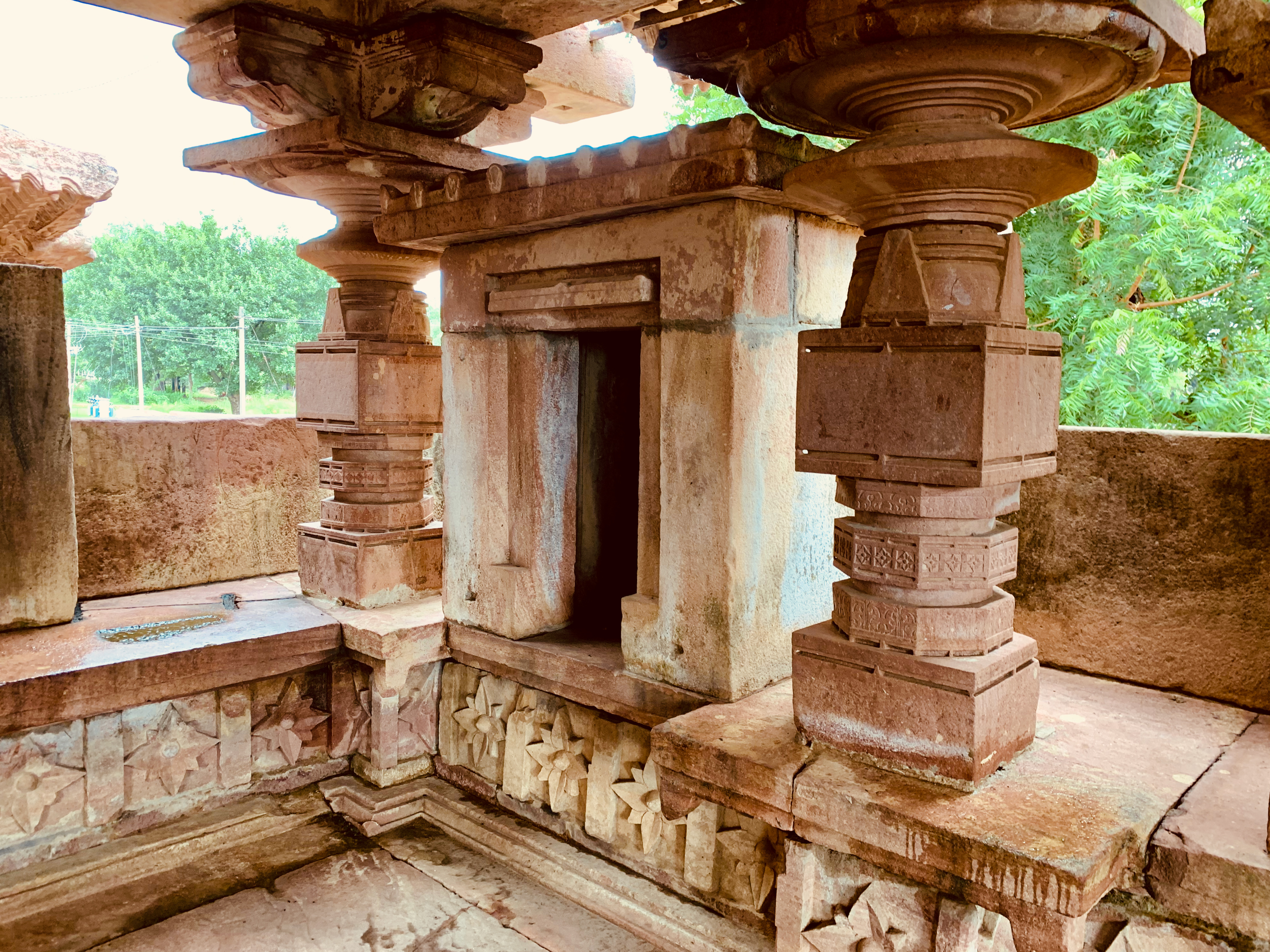
Pequenos compartimentos para colocação de imagens.
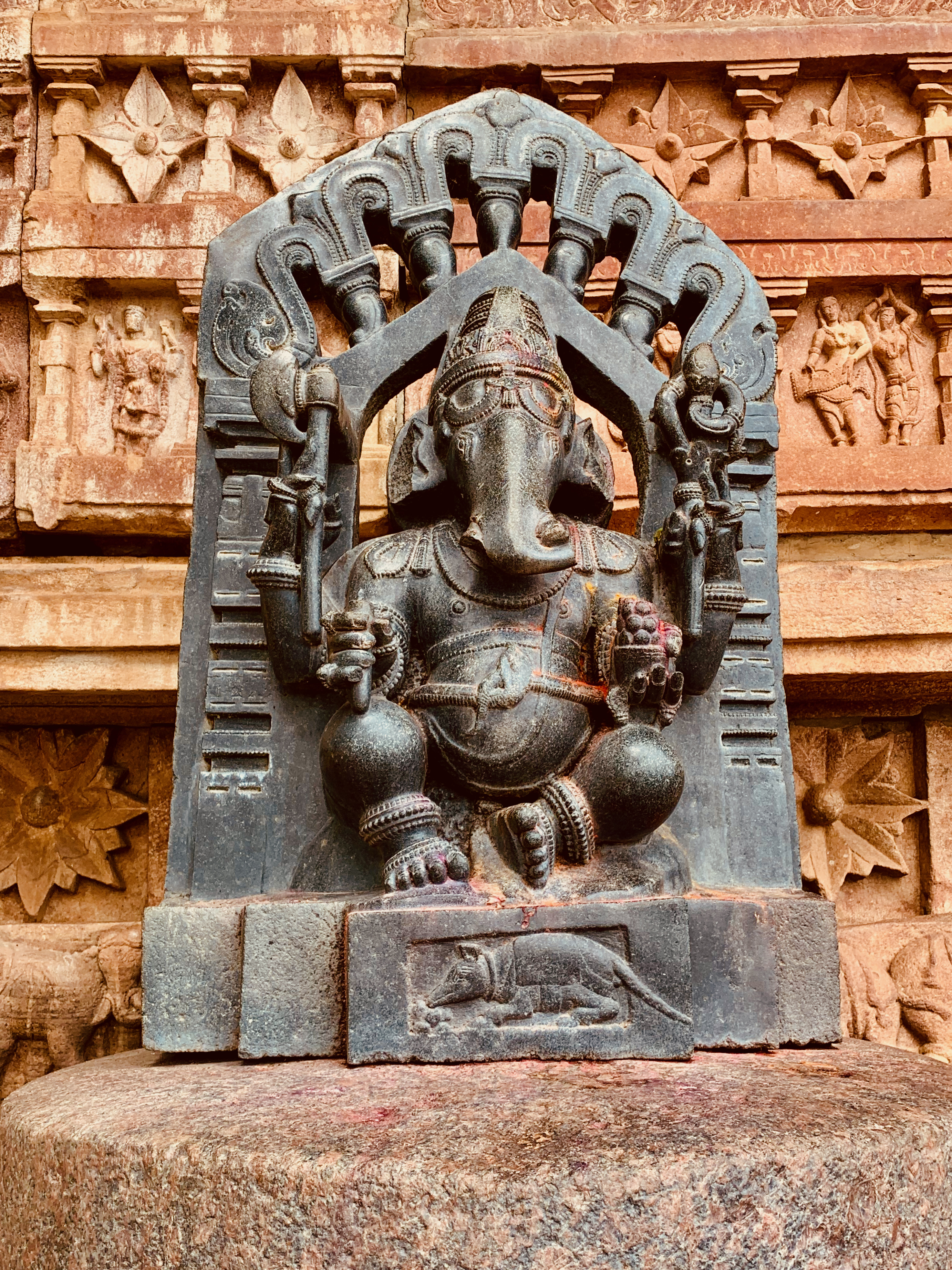
Escultura de Lord Shiva